# Abbi fede
Abbi fede è un film del 2020 diretto e interpretato da Giorgio Pasotti.

## Trama
Adamo, un criminale neofascista e violento, viene condannato a frequentare una comunità di recupero in una parrocchia situata in una zona remota dell'Alto Adige sotto la guida di un sacerdote, don Ivan, molto devoto ma non del tutto a posto con la testa. Gli altri membri della comunità sono l'ex-alcolizzato e campione di scii Gustav e l'ex-terrorista e rapinatore Khalid. Adamo è nauseato dalla generosità e dalla fiducia nel prossimo di Ivan e si accorge presto che i suoi coinquilini, che il sacerdote gli aveva dipinto come riabilitati, sono ancora totalmente schiavi delle loro debolezze.
Nonostante le resistenze di Adamo, Ivan riesce a strappargli una promessa: la preparazione di uno strüdel di mele. Per fare questo dovrà anche prendersi cura di un albero di mele che rappresenta l'orgoglio della comunità.
Successivamente a loro si unisce Sara, una donna fragile che è stata sedotta, è rimasta incinta ed è stata abbandonata dal padre del nascituro, che i medici ritengono possa nascere handicappato, e non sa se abortire perché se così fosse non si sentirebbe in grado di crescerlo da sola.
Adamo conosce meglio il sacerdote venendo a sapere della sua sfortunatissima esistenza. La madre morì dopo il suo parto, il padre ne abusò sin da piccolo assieme alla sorella, poi morta in un tragico incidente. La moglie Linda, dalla quale ha avuto il figlio Christopher, affetto da una paralisi cerebrale, si è suicidata poco tempo dopo il parto dello stesso. Ora Ivan ha un enorme tumore al cervello inoperabile che lo porterà presto a morte certa. Ma la cosa che indispettisce Adamo è che Ivan neghi l'evidenza di queste sventure, rendendosi perfino ridicolo, specie quando parla normalmente del povero figlio, in realtà penosamente immobilizzato su una carrozzina.
Intanto una serie di strani avvenimenti sembra voler segnare negativamente il destino dello strüdel di Adamo: il forno della cucina della canonica subisce continui incidenti, mentre il melo è prima attaccato dai corvi e poi dai vermi.
Scoperto che Ivan va in crisi se messo di fronte alla realtà delle cose, Adamo, travisando anche la fresca lettura biblica del Libro di Giobbe, con deliberata cattiveria gli elenca con crudezza tutte le sventure della sua vita dicendogli poi che non sono opera di Satana ma di Dio stesso che lo odia e lo mette alla prova; Ivan gli chiede perché gli dice questo, e Adamo risponde perché è cattivo e non può fare nulla per cambiarlo. Ivan si sente male e subisce un'emorragia interna che lo lascia moribondo. Si scatena una tempesta, e quando Adamo esce dalla parrocchia vede un fulmine che sventra e brucia il melo.
Tornato in parrocchia con i giorni contati, Ivan non ha più la fede; Adamo ha squarciato inesorabilmente quel velo dietro al quale il sacerdote nascondeva la realtà e con questo la sofferenza. Ora però, con la parrocchia senza un capo, incredibilmente in Adamo cresce un senso di responsabilità e di condivisione che lo porta fatalmente ad allontanarsi dai suoi compagni neofascisti che, quando lo vanno a trovare, gli rimproverano l'amicizia con un arabo; quest'ultimo per tutta risposta spara ripetutamente mettendoli in fuga.
Al ritorno della banda per regolare i conti, Ivan interviene per sedare gli animi venendo ferito alla testa da un colpo di pistola partito accidentalmente durante una colluttazione con il capo della banda. Mentre il sacerdote lotta nuovamente tra la vita e la morte, Adamo scopre che le poche mele scampate al fulmine sono state mangiate. Quando dunque sembra tutto perso, Gustav, che oltre ad essere alcolizzato è anche cleptomane, gli restituisce una mela sottratta il giorno prima, così Adamo con grande impegno prepara un piccolo strüdel di mele da portare a Ivan. Quando va a trovarlo, scopre che il sacerdote non solo è ancora vivo, ma che il colpo subìto ha miracolosamente rimosso il tumore che lo dilaniava.
Ivan riacquista la salute e la fede. Khalid saluta la comunità e torna al suo paese; Gustav e Sara, che ha partorito un figlio handicappato, si mettono insieme e dopo il battesimo partono per l'Alaska dove Gustav tornerà a sciare e a fare l'istruttore. Invece Adamo, che ha ormai definitivamente abbandonato i precedenti ideali, decide di restare nella parrocchia per aiutare Ivan nell'opera di riabilitazione.

## Produzione
Il film è un rifacimento della pellicola danese del 2005 Le mele di Adamo di Anders Thomas Jensen, è stato girato in Alto Adige ed è una coproduzione fra Italia e Austria.

## Distribuzione
La pellicola non è stata presentata nei cinema italiani a causa della pandemia di COVID-19 ma è uscita, invece, in 50 sale austriache nel gennaio 2020 con il titolo Alles wird gut ("Tutto andrà bene").
È stato distribuito in prima visione italiana l'11 giugno 2020 sulla piattaforma streaming RaiPlay.

## Accoglienza
Il film è stato giudicato come «complesso, problematico e adatto per dibattiti» dalla commissione di valutazione film della Conferenza Episcopale Italiana, che lo considera indicato «a un pubblico maturo per riflettere sui temi della fede, del perdono e della possibilità di riscatto sociale».

## Riconoscimenti
- 2020 – Terra di Siena Film Festival[6]
  - Sanese d'oro al miglior lungometraggio
- 2020 – Ischia Global Film & Music Festival
  - Miglior regista a Giorgio Pasotti